# Endodonta apiculata
Endodonta apiculata is een slak uit de familie van de Endodontidae. De wetenschappelijke naam van de soort is voor het eerst geldig gepubliceerd in 1889 door Ancey. De soort is endemisch in Hawaï.